# 바르나 전투
바르나 전투는 1444년 11월 10일 동부 불가리아에 있는 바르나 근처에서 벌어진 전투이다. 술탄 무라드 2세(Sultan Murad II) 휘하의 오스만 제국군은 브와디스와프 3세와 후녀디 야노시(Hunyadi János)가 지휘하는 폴란드와 헝가리군을 격퇴하였다. 이 전투는 바르나 십자군의 마지막 전투이다.

## 배경
베오그라드와 트란실바니아에 대한 1440년에서 1442년까지의 술탄의 공략이 실패하고, 1442년에서 1443년까지 벌어진 후녀디 야노시의 긴 원정이 실패한 후에 오스만 제국의 술탄인 무라드 2세는 헝가리와 10년간 평화 조약을 맺었다. 그는 아나톨리아의 카라만 토후국과 1444년 8월 평화 조약을 맺은 후에, 자신의 12살 된 아들 메흐메트 2세에게 왕위를 물려주었다.
평화 조약에도 불구하고 헝가리는 베네치아, 교황 에우제니오 4세와 협력하여 새로운 십자군을 조직하였다. 이 소식은 메흐메트 2세로 하여금 무라드 2세가 다시 왕으로 복귀하길 청하게 하였다. 무라드는 처음에는 자신이 더 이상 술탄이 아니라고 하면서 계속되는 아들의 부탁을 거절했으나, 아버지가 왕위를 돌려받길 거절한다는 소식을 듣고 메흐메트 2세가 쓴 편지에 허를 찔리고 말았다. "당신이 술탄이시거든, 돌아와 당신의 군대를 이끌어주소서. 만약 내(메흐메트 2세)가 술탄이라면 당신에게 술탄으로서 명령하노니, 돌아와 나의 군대를 이끌어주시오." 무라드는 다시 왕위에 오르는 것 외에는 별다른 방법이 없었다. 물론 어린 12살 술탄이 그 편지를 써서 보낸 것은 아니다. 스승인 할릴 파샤가 쓴 것이며, 발신인이 메흐메트 2세일 뿐이었다.

## 준비
기독교 연합군은 헝가리군과 폴란드군으로 구성되어 있었고, 소규모의 보헤미아, 교황청 기사단, 튜턴 기사단, 보스니아, 크로아티아, 불가리아, 왈라키아, 리투아니아, 세르비아 그리고 루테니아(우크라이나)의 군대로 구성되어 있었는데, 이들은 수적으로 압도적인 오스만군과 만나야 했다.
헝가리군은 장비가 형편 없었고, 콘스탄티노폴리스와 알바니아가 약속한 보급품이 도착하지 않은 상태였다. 헝가리군은 규모가 작았고, 병과의 균형도 맞지 않았다. 3백 명 정도의 소형화기를 운용하는 체코 용병 외에는 거의 보병대가 존재하지 않았다. 그 밖에 백여 대의 전투용 마차(바겐부르크)와 승조원들이 있었다. 나머지는 중기병대였는데 일부 주교나 귀족의 지위 또한 가지고 있던, 외국인 용병들이나 왕족들이었다.
교황청과 베네치아, 그리고 제노바의 함선들은 헝가리 군이 바르나로 진군하는 동안 다르다넬스 해협을 봉쇄하였다. 거기서 그들은 교황청 함대와 합류하여 콘스탄티노폴리스까지 항해해 내려가 오스만 군을 유럽에서 쫓아낼 계획이었다. 헝가리 군의 진군은 빨랐고 비딘, 오랴호보, 그리고 니코폴리스와 같은 지역의 불가리아인들이 군대에 합류하는 동안, 십자군은 오스만 제국의 요새들을 그냥 지나쳐 갔다. 불가리아의 황제 이반 시시만의 아들 프루진 역시 자신의 호위병들과 함께 이 전역에 참가했다. 10월 10일 니코폴리스 근처에서 블라드 2세 드러쿨의 아들 중 하나인 미르체아 2세 휘하의 4,000명의 왈라키아 기병대 역시 합류했다.
기독교 군대 중에 일부 아르메니아 인들이 보이기 시작했는데, 헝가리에 있던 아르메니아 난민들 역시 투르크에 대항하여 자신들의 새로운 나라를 세우기 위해 전투에 참가하였기 때문이다.

## 배치
11월 9일이 다 갈 무렵 약 60,000명에 달하는 오스만의 대군이 서쪽으로 진군하여 아직 비잔티움 제국의 영토였던 바르나에 도착했다. 밤중에 후녀디가 소집한 최고 군사 회의에서 교황청의 대리인 줄리아노 체사리니 추기경은 빨리 퇴각할 것을 주장했다. 그러나 기독교 군대는 이미 흑해와 바르나 호수, 그리고 경사지고 숲이 우거진 프랑가 고원(356m 높이)의 산비탈과 적군에 의해 사방이 갇혀 있었다. 체사리니는 기독교 함대가 도착할 때까지 후스파의 바겐부르크(마차방벽)를 사용해 방어할 것을 제안했다. 헝가리의 주요 인사들과 크로아티아, 보스니아, 그리고 체코의 사령관들은 그를 지지했으나, 젊은(20살) 브와디스와프와 후녀디는 방어적인 전술을 거부했다. 후녀디는 선언하였다. "탈출은 불가능하고, 항복은 생각할 수도 없소. 용기와 함께 우리의 무구에 부끄럽지 않도록 싸웁시다." 브와디스와프는 그의 지위를 받아들이고, 후녀디에게 명령을 내렸다.
11월 10일 아침, 후녀디는 그의 20,000명의 십자군을 바르나 호수와 프랑가 고원 사이에 반원 모양으로 배치하였다. 전열은 3.5km에 달했다. 헝가리 왕의 군대, 헝가리 근위병, 헝가리의 왕실 용병대, 그리고 헝가리 귀족의 부대로 이루어진 각각 3,500명의 병력으로 구성된 2개의 부대가 중앙을 지켰다. 왈라키아 기병대는 중앙의 후위에서 예비대로 남아있었다.
우익은 카메나르의 마을을 향해있는 언덕에 전열을 이루었는데, 5개의 부대에 총 6,500명이 배치되어 있었다. 주교 바라딘의 얀 도미네크는 그가 개인적으로 지휘하는 부대와 함께 군대를 지휘했다. 체사리니는 독일 용병대와 보스니아 용병대로 구성된 부대를 지휘했다. 에게르의 주교는 자신의 부대를 이끌었고, 슬라보니아의 군사 지휘관 반 프랑코 탈로치는 그 자신의 크로아티아 부대를 지휘했다.
좌익은 5개의 부대로 구성된 총 5,000명의 병력이 담당했는데, 이 부대들은 후녀디의 처남 미하이 실라기가 지휘를 담당했고, 후녀디의 트란실바니아 군과 불가리아군, 독일 용병대와 헝가리 고관들의 부대로 구성되어 있었다. 헝가리군 후방에는 북해와 호수에 근접한 곳에는 바겐부르크가 있었고, 300에서 600명 정도 되는 체코와 루테니아 용병들이 케이카 족장의 지휘 하에 수비를 담당하였다. 각 마차들은 7에서 10명 정도 되는 병사들이 탑승해 있었고, 이 마차들에는 각각 대포와 같은 화기들이 탑재되어 있었다.
예니체리 부대와 루멜리아의 징집병들이 포함된 오스만군 중앙은 두 개의 트라키아인 고분 근처에다 배치되었다. 무라드는 정찰을 하면서 그들 중 하나에게 명했다. 예니체리 부대는 뒤에 수로를 파고, 두 개의 방어용 목책을 만들었다. 우익은 루멜리아에서 차출된 카피쿨루스와 시파히로 구성되어 있었다. 좌익은 아나톨리아로부터 차출된 아킨시와 시파히, 그리고 아랍 용병들과 그 외 다른 여러 군대로 구성되어 있었다. 예니체리 궁수와 아킨시 경기병대는 프랑가 고원에 배치되어 있었다.

## 전투

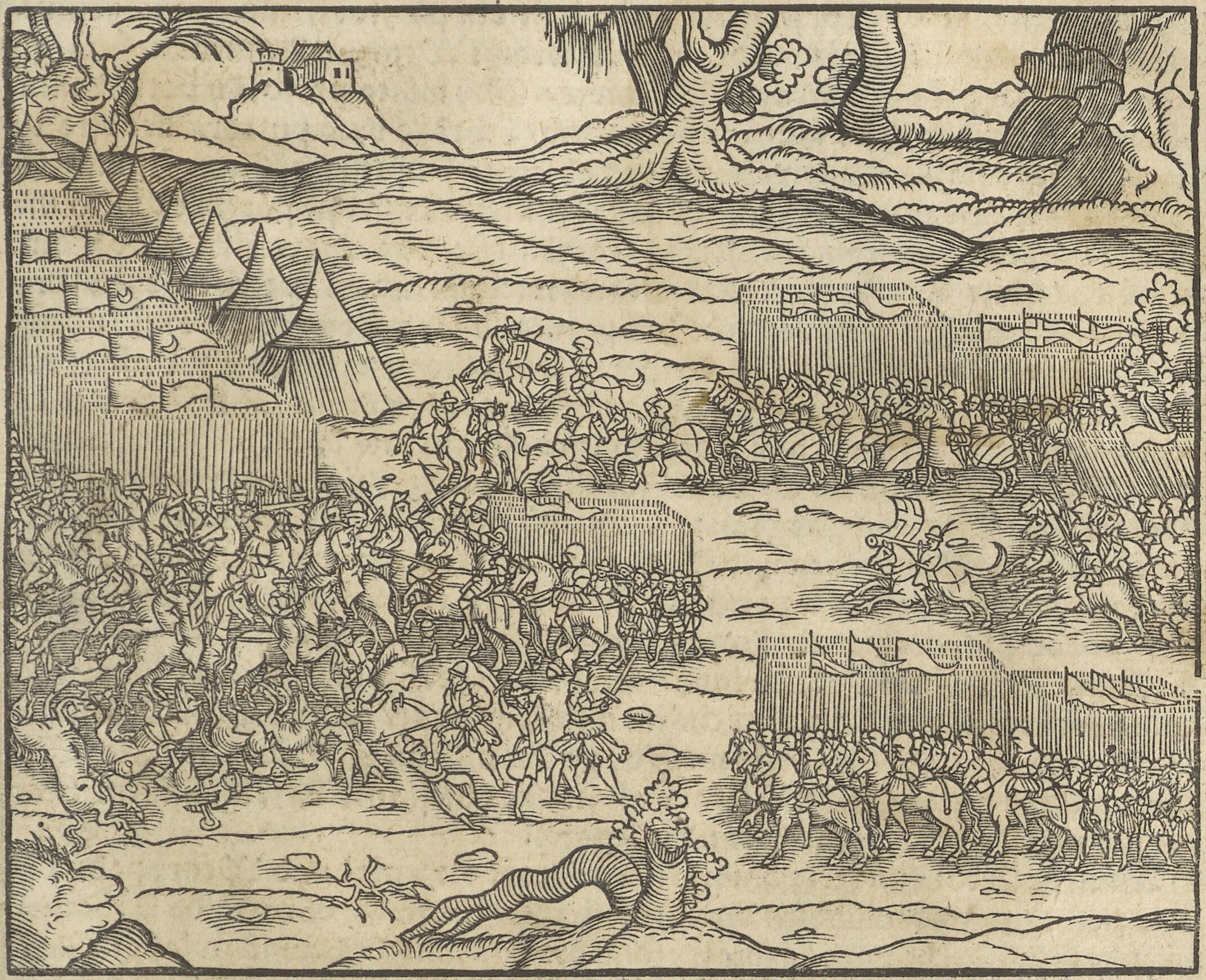
Kronika wszystkiego świata of Bielski, Marcin published in 1564

오스만과 아랍의 경기병대는 반 탈로치의 크로아티아 군에게 돌격을 감행했다. 대포와 화기로 반격한 좌익의 기독교 군세는 적의 공격을 중단시켰다. 기독교 병사들은 오스만과 아랍의 기병들을 무질서하게 추격하기 시작했다. 매복해있던 아나톨리아 낙타 기병과 아랍의 기병대가 측면에서 그들을 급습했다. 기독교 우익은 바르나 만의 다른 쪽에 있는 갈라타의 작은 요새로 도망치기 시작했다. 그러나 그들 중 대부분은 체사리니도 마찬가지로 전사한, 바르가 호수와 데브냐 강의 소택지대에서 살해 당했다. 오직 반 탈로치의 부대 만이 바겐부르크 뒤로 도망칠 수 있었다.
브와디스와프와 후녀디는 왈라키아 기병대와 중앙에서 빼낸 두 개의 기병 부대를 배치하여 아랍과 아나톨리아 시파히에 대항하였고, 결국 이들을 궤주시키고 그들의 사령관 아나톨리아 총독(beylerbey) 카라카 베이를 참살했다. 기독교 군은 그들을 5-6km 정도 추격한 후 전장으로 돌아왔다. 왈라키아 기병대는 추격을 계속하여 요새화된 오스만군의 진영에 침입했다. 약탈과 노략질을 한 후에 왈라키아 기병대는 황금과 다른 많은 전리품을 가득 싣고는 전장을 떠나버렸다.
다른 오스만 측면은 헝가리와 미하이 실라기의 불가리아군을 공격했다. 그들이 공격을 멈추고 돌아간 뒤, 시파히들의 공격이 재개되었다. 후녀디는 그들을 돕기로 결심하고, 돌아올 때까지 왕에게 기다리고 있을 것을 조언했다. 그리고 기병부대 두 개를 이끌고 시파히에 대항하여 진군하였고, 이들을 격퇴하여 5-6km에 걸쳐 길을 따라 슈멘까지 이들을 추격하였다. 시파히들은 겁에 질렸고, 그들 중 일부는 캄치야 강을 건너 30km 떨어진 곳까지 물러났다.
유럽의 군대가 승리에 근접한 것처럼 보였다. 술탄은 전장을 떠나기로 결심했다. 에드워드 기번의 로마제국 쇠망사에 따르면 "무라드는 자신의 기병들이 달아나는 것을 보고 자신과 제국의 명운에 절망하고 말았다. 베테랑 예니체리들이 무라드의 말 재갈을 꽉 잡았고, 그는 관대함을 베풀어 그의 권위로, 공포에 질린 상태에서도 전투에 참여하는 병사들을 용서하고 보상하였다."
젊은 왕은 후녀디의 조언을 무시하고 오스만군의 중앙을 향하여 500명의 폴란드 기병대를 이끌고 돌격을 감행하였다. 그들은 예니체리 보병대를 지나쳤고, 무라드를 포로로 잡으려 하였다. 그러나 예니체리 근위부대에 포위된 채 왕은 살해되었고, 그의 머리는 잘려진 후 오스만 궁정으로 보내졌다. 낙담한 폴란드 기병대는 오스만군에게 격멸 당했다.
돌아온 후녀디는 왕의 유체를 탈환하기 위해 전력을 다했으나, 그가 할 일의 전부는 잔여병력을 퇴각시키는 것 뿐이었다. 십자군은 11,000명(혹은 13,000명이라고도 한다)의 사상자를 내었다. 오스만 군은 8,000명(20,000명이라고도 한다.)의 사망자를 내었다. 오스만 군은 적은 수의 기독교 군대에게 타격을 입었기 때문에 퇴각한 적들을 추격하거나 중부유럽으로 진군할 수 없었다. 많은 유럽인 포로들이 살해되거나 노예로 팔렸다. 음유시인 미하엘 베하임은 전투 후에 오스만의 포로로 16년 간을 보낸 한스 메르게스트의 이야기에 기반을 둔 노래를 작곡하였다.

## 영향
브와디스와프의 죽음은 헝가리를 4살 밖에 안된 유복자왕 라슬로 5세(라디슬라우스 포스투무스)의 손에 남게 하였다. 그리고 이 패배는 1453년 벌어진 콘스탄티노폴리스의 함락의 배경이 되었다.
오스만 제국에서는 메흐메트 2세가 물러나고, 무라드 2세가 복위하게 된다.
더 보기: 제2차 코소보 전투

## 유산

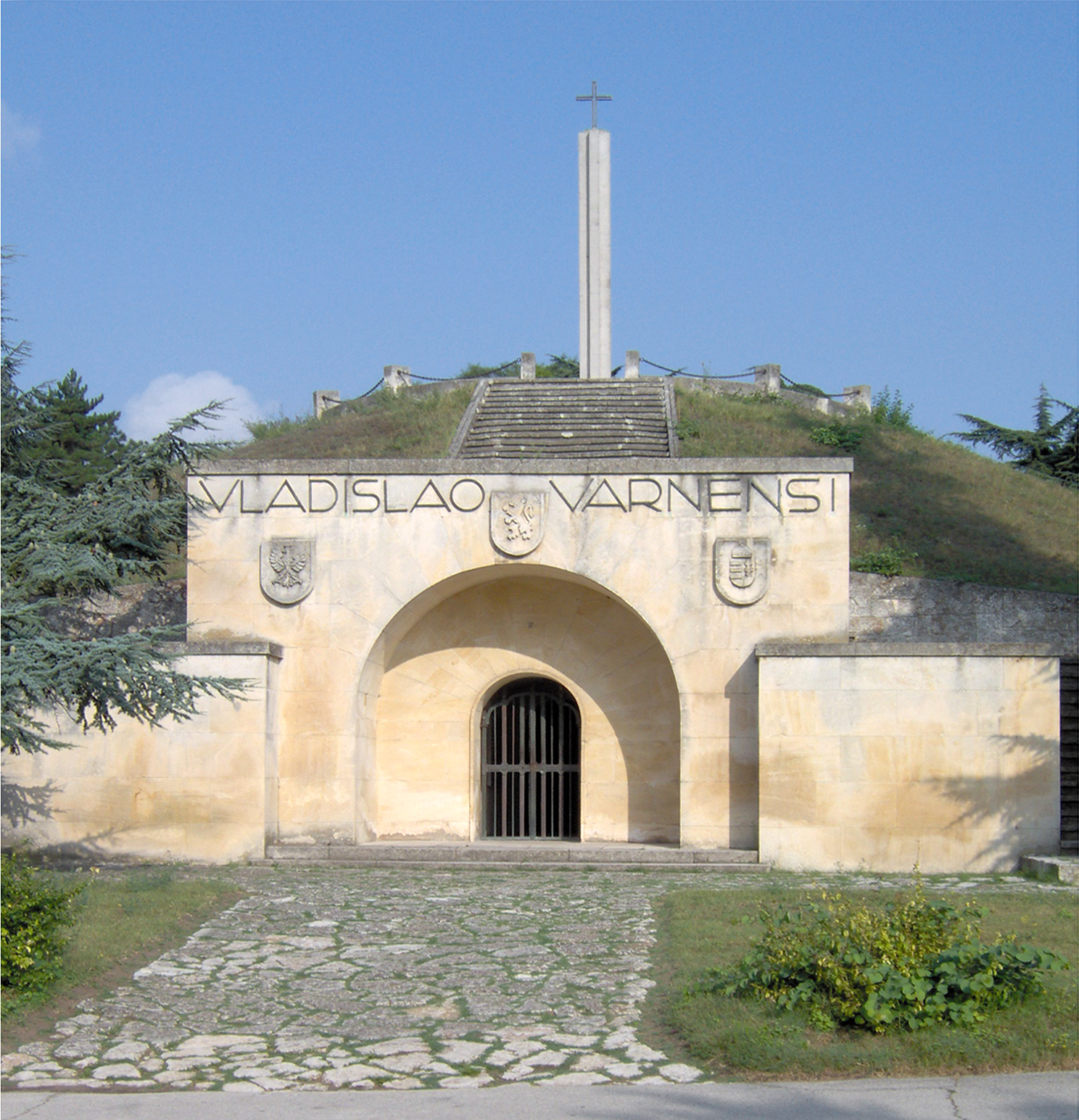
바르나 전투를 기념하여 지은 고대 트라키아 납골당. 곰이란 별명을 가졌던 전사한 왕을 기렸다.

감사를 표하는 마음에서 불가리아 사람들은 애정을 담아 브와디스와프에게 그가 싸우다가 죽은 도시의 이름을 따서 바르넨치크(Варненчик (Varnenchik, 폴란드어: Warneńczyk)라는 이름을 주었다. 1930년 예전의 전장에 세워진 공원에 바르나 시 의회는 기념비를 세웠다. 1960년 유럽 측에서 이 전투에 참여한 국가들의 근대 무기들로 덮인 상징적인 석관과 함께 이 사건에 사용된 무기와 방어구를 포함한 유물들이 박물관에 안치되었다. 박물관은 최근 시의 경계에 위치해 있고, 도시에는 이 박물관 뿐만 아니라 도시 중앙에 브와디스와프 바르넨치크의 이름을 딴 도로가 있다. 다른 거리의 이름은 후녀디 야노시의 이름을 땄다.
브와디스와프는 크라쿠프(Kraków)에 있는 바벨(Wawel) 성 언덕에 있는 성당에 또 다른 무덤이 있다. 그러나 두 무덤은 모두 상징적인 것에 불과하다. 전투 후에 그의 유체는 발견되지 않았고, 아마 다른 살해당한 기사들과 함께 매장되었을 것이다. 그가 바르나에 있는 그리스 정교회 교회, 1602년에 부서지고 테오토코스 파나기아(Theotokos Panagia)로 대체된 채 현재까지 있는 이곳에 매장되었다는 전설이 있다.